# Alaa Jabbar Lazim
Alaa Jabbar Lazim (arab. علاء جبار لازم; ur. 24 kwietnia 1978 w Iraku) – iracki kulturysta i żołnierz.

## Życiorys
Kilkukrotny mistrz Iraku w kulturystyce; sukcesy odnosił też podczas zawodów organizowanych na szczeblu wyższym, bo obejmującym wszystkie państwa arabskie. 
W październiku 2018 zdobył złoty medal podczas 52. mistrzostw Azji w kulturystyce. Uzyskał kartę profesjonalnego zawodnika, którą przyznała mu organizacja UIBFF Pro League.
Jest żołnierzem; walczył podczas wielu wojen na terenie Iraku.